# 1923 год в театре
1923 год в театре

## События
- 6 апреля — в Москве открылся театр имени Моссовета.
- В Будапеште открылся театр оперетты.
- Борис Южанин организовал агитационный театральный коллектив «Синяя блуза».

### Постановки
- 7 марта — «Величие мироздания», танцсимфония Фёдора Лопухова на музыку Четвёртой симфонии Бетховена, Петроградский театр оперы и балета. Неприятие публикой этого абстрактного балета стало одной из причин разворота советских балетмейстеров в сторону драмбалета вместо симфонического танца (по пути развития которого пошёл один из участников премьеры, танцовщик Георгий Баланчивадзе).
- 13 июля — «Свадебка», балет Игоря Стравинского, хореограф Бронислава Нижинская, оформление Натальи Гончаровой («Русский балет» Дягилева, театр Гетэ-лирик[англ.], Париж).

## Деятели театра
- В январе группа из пяти киевских танцовщиков, среди которых был Серж Лифарь, присоединилась к «Русскому балету» Дягилева.

### Родились
- 11 января — Жаклин Майан, актриса театра и кино.
- 15 января — Евгений Весник, актёр театра и кино, режиссёр и сценарист.
- 2 февраля — Жан Бабиле, танцовщик и хореограф.
- 24 февраля — Морис Гаррель, актёр театра и кино.
- 24 февраля — Клавдия Фролова, актриса, критик и литературовед, режиссёр самодеятельного театра
- 9 марта – Никос Заккария, греческий оперный певец (бас-баритон).
- 18 мая — Жан-Луи Ру, актёр и режиссёр театра.
- 6 мая — Владимир Этуш, актёр театра и кино, педагог.
- 20 июня — Николай Ерёменко-старший, актёр театра и кино.
- 8 сентября — Франсуа Шометт, актёр театра и кино.
- 16 сентября — Сакари Юркка, актёр театра и кино, режиссёр, театральный деятель.
- 4 октября — Анатолий Фалькович, актёр театра и кино.
- 23 ноября — Рози Варт, актриса театра и кино.
- 25 ноября — Кирилл Глазунов, актёр театра и кино.
- 5 декабря — Борис Табаровский, актёр театра и кино.
- 19 декабря — Николай Скоробогатов, актёр театра и кино.

### Скончались
- 26 марта — Сара Бернар, актриса.
- 7 апреля — Фатих Халиди, татарский писатель, драматург, переводчик, просветитель, один из зачинателей татарской драматургии.
- 23 сентября  — Иво Чипико, сербский драматург.